# Dema Napalm Death
Brytyjska grupa Napalm Death na przestrzeni lat 1982 - 1986, nagrała siedem dem: 
Halloween – pierwsze demo Napalm Death, nagrane na przełomie sierpnia i września 1982 roku. 
- - Lista tworów

1. Rival Factions
2. Pollution
3. Napalm
4. Screaming Pain
5. Traditional Society
6. Punk Is a Rotting Corpse
7. Bloodhunt
8. War
9. The Doomsday Cometh

- - Twórcy
- Nicholas Bullen – wokal
- Darryl Fideski – gitara
- Graham Robertson – gitara basowa
- Miles Ratledge – perkusja

And, Like Sheep, We Have All Gone Astray – drugie demo nagrane w październiku 1982 roku.
- - Lista utworów

1. Rival Factions
2. Pollution
3. Call This Aborted ?
4. Traditional Society
5. Punk Is a Rotting Corpse
6. Confined
7. The Room with the Shuttered Window
8. The Doomsday Cometh

Kak – trzeci album demo nagrany podczas koncertu i wydany w 1983 roku. 
- - Lista utworów

1. Curfew
2. The Good Book
3. The Glue Bag Song
4. Traditional Society
5. The Crucifixion of Possessions
6. Punk Is a Rotting Corpse
7. Blame
8. (K)rappers Delight
9. What Is My Country?
10. The Doomsday Cometh

Unpopular Yawns of Middle Class Warfare – czwarty album demo wydany w 1983 roku. 
- - Lista utworów

1. Systems Scapegoat
2. Blame
3. Screaming Pain Pt. 2
4. Fin's Song
5. The Crucifixion of Possessions
6. Caught...in a Dream (original version)

Hatred Surge – piąty album wydany w 1985 roku. 
- - Lista utworów

1. What Man Can Do	02:51
2. Instinct Of Survival	02:51
3. Abbatoir	03:47
4. Control	02:37
5. Sacrificed	01:39
6. So Sad	04:38
7. Caught In A Dream	02:17
8. Private Death	02:14
9. Cheswick Green (Live)

From Enslavement to Obliteration – szósty album demo zespołu Napalm Death wydany w 1986 roku  
- - Lista utworów

1. Multinational Corporations	01:05
2. Instinct of Survival	02:28
3. Unclean	03:03	[view lyrics]
4. Sacrificed	01:08
5. Siege of Power	04:03
6. Caught...in a Dream	01:47
7. What man can do	02:18
8. Control	01:32
9. Death by Manipulation	03:56
10. Abatoir (sic)	03:02
11. Private Death	01:37
12. The Kill	00:24
13. You Suffer	00:07

Scum – siódmy album nagrany w 1986 roku